# Maison Charles-Connell
La maison Charles-Connell est une maison de style renaissance grecque située à Woodstock au Nouveau-Brunswick (Canada). Elle a été la résidence de Charles Connell (1810-1873). Elle a été désignée lieu historique national du Canada en 1975 et désignée lieu historique local en 2005.

## Histoire
La maison a été construite par un constructeur inconnu en 1839 pour Charles Connell, négociant en bois de construction et homme politique. Elle est un bel exemple du style néoclassique au Canada. Elle est aussi l'un des rares édifices au Canada emprutant au Greek Revival alors en vogue aux États-Unis.